# Eufrazjusz z Cuevas
Eufrazjusz z Cuevas, również Eufrazjusz z Illiturgum – jeden z siedmiu mężów (łac. Viri Apostolici), misjonarzy i biskupów hiszpańskich z I wieku, uczniów św. Jakuba Większego Apostoła, wysłanych z Rzymu przez świętych Piotra i Pawła aby ewangelizowali ziemie dzisiejszej Hiszpanii, męczennik chrześcijański i święty Kościoła katolickiego.
Miejsce jego apostolstwa, za Martyrologium Rzymskim, zlokalizowano w Illiturgum (także: Illiturgi(s)), tj. na dzisiejszych terenach Andaluzji: Arjony, Baezy albo Andújar del Vejo w prowincji Jaén.
Jego wspomnienie liturgiczne obchodzone jest 5 stycznia lub w grupie siedmiu mężów 15 maja. Niemiecki leksykon (Ökumenisches Heiligenlexikon) podaje dzień pamięci 1 maja, kiedy to wspominany jest św. Torkwat i pozostali biskupi.
Ślady kultu w Hiszpanii sięgają VI wieku, o czym świadczą kalendarze z epoki mozarabskiej. Uważa się go za pierwszego biskupa diecezji Jaén; jest jej patronem od XVII wieku.
Jego relikwie czczone są w kościele Santa María do Mao w Incio (Lugo (prowincja)).
W katedrze Wniebowzięcia NMP w Jaén (hiszp. Catedral de la Asunción de la Virgen) znajduje się kaplica z ołtarzem św. Eufrazjusza.
Według legendy miał być męczennikiem.